# Jian

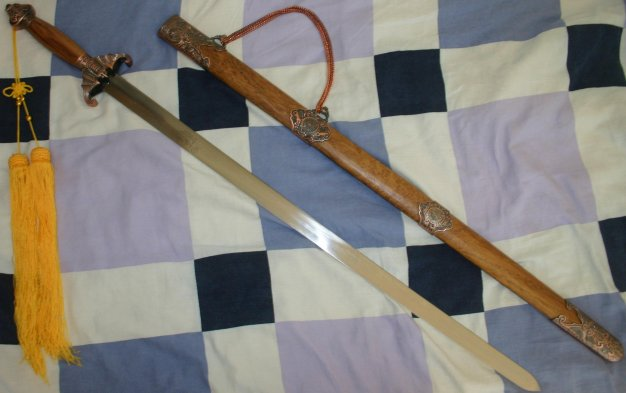
Współczesny jian do wushu

Jian (chiń. upr. 剑; chiń. trad. 劍; pinyin jiàn) to długi, jednoręczny, obosieczny miecz chiński używany od przeszło 2500 lat. Najstarsze źródła opisujące miecz pochodzą z VII w. p.n.e. z Okresu Wiosen i Jesieni (tzw. miecz Goujiana, władcy królestwa Yue). Historyczne miecze miały od 45 do 80 cm długości. Obecne modele mają około 70 cm, a ich waga to ok. 700-900 gramów. Dla lepszego wyważenia do głowicy doczepiano podwójny pompon.
Chińczycy nazywają go "szlachcicem wśród broni", co zawdzięcza dawnej przynależności jedynie rodzinom szlacheckim oraz niezwykłej szybkości i gracji ruchów podczas walki. Kuty jest z mocnej i elastycznej stali. Jej grubość przy sztychu dochodzi do 1 mm, co powoduje charakterystyczny, wibrujący dźwięk podczas walki. W stylu walki mieczem nie występują bloki, zamiast nich jest wiele zwodów i zejść z linii ataku. Mimo ostrości miecz rzadko był wykorzystywany do cięć, a zdecydowanie częściej do pchnięć, na co wskazuje środek ciężkości znajdujący się bardzo blisko jelca (dodatkowo przesunięty w stronę głowicy poprzez doczepienie ozdobnych frędzli). Obecnie używa się go w tradycyjnych i sportowych stylach wushu, gdzie jest jedną z czterech podstawowych broni, obok szabli (dao), kija (gun) i włóczni (qiang).
Osoba praktykująca zawodowo jian określana jest jako jianke (chiń. trad. 劍客; pinyin jiànkè; dosł. „Goście z mieczami lub szermierze”); termin te pochodzi z dynastii Han.